# 外園一馬
外園 一馬（そとぞの かずま、1989年3月22日 - ）は、日本のギタリスト。北海道小樽市出身。A型。

## 略歴
小学生の時に給食の時間に聴いたビートルズに衝撃を受け、12歳の時にベース、ギターを独学で始める。中学生の時にバンド活動を始め、高校時代の軽音部にてJackpotというフュージョンバンドを結成。「TEENS' MUSIC FESTIVAL」に出場して、全国大会へと進出する。大学在学中からプロ活動を始め、札幌を中心に「ライジング・サン・ロックフェスティバル」、「JOIN ALIVE」、「SAPPORO CITY JAZZ」など大規模音楽フェスにも出演する。
「大学時代はギターを弾いていた思い出しかない」というほど、学生時代よりバンドや演奏サポートで多忙な日々を送っていた。大学時代にルリトラノを結成。精力的に活動を行い、STV主催の「第4回アンビシャスLive」に出場し、最優秀賞であるオーディエンス賞を獲得する。好きな食べ物はカレー。

## 使用機材
フェンダー・ストラトキャスター1976他、ギブソン・ES-335/ギブソン・ES-330、PRS SE Custom、フェンダー・ジャズマスター、T-Bone Guitars TELE、Epiphone LP等を状況により使い分けている。2019年より北海道恵庭市のギタービルダー、鹿川慎也によるブランド、Shikagawa Musical Instruments製のSTタイプ・オリジナルギターを使用。アコースティック・ギターではCole Clark、Taylor、Martin HD-28V、Gibson J-50等を使用。
最もメインで使用しているフェンダー・ストラトキャスターは学生時代に札幌の楽器店で購入したもの。『どんな楽器であっても、自分のトーンを決めるのは自分の指である。』という想いがある。機材研究に余念が無く、基本ボードに固定のペダルの方が少ない。セッション毎、REC毎に毎回ペダルが入れ替わる。
コンパクトエフェクターでは田中拡邦の展開するエフェクターブランド、aldente-effectsのTube Driver、High-Fidelity Compressor、Over Drive One等は使用頻度が高い。aldente-effect以外の歪ではBamBasic製カスタムメイドペダル、Ceriatone/Centura、Marshall The Guv’nor MOD、TS-9 Keeley MOD、Greenchild／K818他。　
モジュレーション・空間系ではZOOM G3（SOUND SPRITE MOD）、Strymon Mobius/Timeline、BOSS DD-6他。
アンプではFender Vibrolux Reverb、MATCHLESS、Alessandro、Roland BluesCubeなどを使用。

## 主な参加バンド
- Basil
- なかにしりくトリオ。
- ブルー・ペパーズ (サポート)
- MAMALAID RAG (サポート)
- T-SQUARE(サポート)

## 主催ライブ・セッション
- 愛しのClassic Rock Session
- 海老原諒×外園一馬 AOR Night
- F.O.M[FRIENDS OF MATSUMURO]
- 31丁目バンド
- 外園一馬 presents 黙ってギターを弾いてくれ
- 外園一馬×目黒郁也×伊吹文裕
- 外園一馬×目黒郁也 duo
- 光永泰一朗×外園一馬 Presents『Rainy Penny Lane』

## ライブサポート
- 家入レオ
- 池田聡
- 宇崎竜童
- 片桐久尚
- 片平里菜
- 亀梨和也
- KinKi Kids
- 杏子
- 熊木杏里
- クミコ
- 区麗情
- SATOKO
- 澤田かおり
- 清永雅也
- スキマスイッチ
- 鈴木愛理
- SPARKLING☆CHERRY
- スピカペラ
- 住岡梨奈
- 竹原ピストル
- 玉城ちはる
- テヨン
- 土居康宏 (Unlimited tone)
- 中島愛
- naminote
- 野崎有真
- 橋本愛奈
- 廣瀬友祐
- 文月メイ
- ブルー・ペパーズ
- MASAKO
- マスダシマイ
- 松平直子
- MAMALAID RAG
- 松室政哉
- 松谷冬太
- 光永泰一朗
- Me-gu
- 杜このみ
- 安野希世乃
- ユカリエ
- ユメノツヅキ (光永泰一朗×光永亮太)
- 矢沢永吉
- 山崎育三郎
- 吉田兄弟
- ワルキューレ

## レコーディング参加作品

### 表記
- アーティスト名

アルバム名(リリース年)
- 曲名

### ア行
- 一条聖矢

愛をありがとう(2019)
- 愛をありがとう
- 人生街道

- 伊藤美裕

It must be love.(2019)
- It must be love.

### カ行
- かねあいよよか

YO-YO-YO?(2018)
- 迷宮テイク2

- ギャランテーク和恵

オリジナルコレクション(2019)
- 明日は雨

- 工藤由佳

Garnet(2016)
- あかつきrainy
- わがままtraveler

Lapis Lazuli(2016)
- you & me

- 区麗情

時の迷路(2019)
- 時の迷路

### サ行
- 詩月カオリ

A STARRY NIGHT～僕らをつなぐ光～(2015)
- A STARRY NIGHT～僕らをつなぐ光～

- SPARKLING☆CHERRY

Roxy(2019)
- Summer Time Magic
- Candy♥
- キオクの薫
- イマージュ

- スピカペラ

1stシングル「やさしい気持ち」(2013)
- 手を
- 夕凪
- バイバイ
- 真夜中
- スポットライト

3rd シングル「とびら」(2015)
- とびら
- 未来

２ndミニアルバム「ジョハリの窓～秘密～」(2016)
- ベストメートル
- クロッカス
- 陽陰
- 幻
- 人形姫
- エール

2ndミニアルバム「ジョハリの窓～開放～」(2016)
- アンサー
- sally
- LIFE
- りんごとはちみつ
- Sin
- 虹

5thシングル「森のトンネル」(2018)
- 森のトンネル
- 夏端月
- 今
- 青(Live at 生涯学習センター大ホール,釧路,2017,11,26 LIVE)

5thシングル「アイ／ヒポクリット」(2019)
- アイ
- ヒポクリット

### タ行
- 玉城ちはる

私は生きてる(2014)
- 彼女の嘘
- I'm just a woman

- 茅原実里

NEO FANTASIA(2013)
- 真白き城の物語

境界の彼方(2013)
- Fountain of mind

- 寺岡呼人

NO GUARD(2019)
- 幸せのレシピ

- 豊崎愛生

all time Lovin'(2016)
- ほおずき

- DREAMS COME TRUE

G(2020)
- G

### ナ行
- なかにしりくトリオ。

cafe au lait(2011)
- theme
- 砂のスマイル　　
- ブラックは飲めない
- ふうか
- 誰かが僕らに伝えたことを誰かに僕らも伝えなくちゃな
- はぐれ雲
- ベイリィズ
- ぐないつ
- polka dot

bohemian times(2013)
- beautiful people
- my girl my girl
- クロエ
- ねこのまち
- interlude
- キズアマ
- 小春日和
- 朝がきて
- そぉかな？

- 中森明菜

FIXER(2015)
- kodou

### ハ行
- BENI

四季うたsummer(2016)
- 永遠-marriage ver.

- 藤田恵美

東京ロンリー・ナイト(2017)
- 東京ロンリー・ナイト

- ブルー・ペパーズ

Retroactive(2019)
- ずっと

Believe in Love
- Believe in Love(2020)
- マリンスノーの都市

- ボニージャックス

～結成60周年記念～昭和歌暦(2017)
- あつい涙
- 早春情歌

### マ行
- 松平直樹、櫻井まり(2018)

ふたりだけのカーニバル
- ふたりだけのカーニバル

- 松室政哉

シティ・ライツ(2018)
- 今夜もHi-Fi

ハジマリノ鐘(2020)
- マーマレイドジャム

- 村上佳佑

Ciecle(2018)
- モノクロ世界

- 光永泰一朗

ジオメトリック(2018)
- ジオメトリック
- Okay
- Champagne Night
- ラピスラズリ
- Beautiful Sigh
- I Know
- Partly Sunny
- ラブレター

- MASAKO

こころ の まち（2019）
- こころのまち
- 夕張のうた
- 愛は時を越えて

- M!LK

ERA(Special Edition)(2019)
- 嫌い

### ヤ行
- 安野希世乃

涙。(2017)
- 悲劇なんて大キライ

おかえり。(2019)
- kiss!kiss!kiss!

- ユカリエ

Yukarie(2019
- if...
- WikiWikiパラダイス
- 陽だまりの向こう側
- ないものねだり
- 今夜だけの恋人
- Stereotype
- Hello,my loneliness
- お茶しない？

### ワ行
- One Hokkaido Project

私たちの道(2019)
- 私たちの道

## ライブアルバム参加作品
- Guitar☆Man

Guitar☆Man LIVE BEST SELECTION #001-#008
- Smoke On The Water-Live#003 Ver.Originally Performed by Deep Purple

Guitar☆Man LIVE BEST SELECTION vol.3
- Good time bad times(Led Zeppelin)(from GML#003)-Live#003Ver.Originally Performed by Led Zeppelin

- スキマスイッチ

スキマスイッチ TOUR 2016 “POPMAN’S CARNIVAL” THE MOVIE
- またね。-Live at 昭和女子大学　人見記念講堂(2016.7.11)
- スカーレット-Live at 昭和女子大学　人見記念講堂(2016.7.11)

SUKIMASWITCH TOUR 2018"ALGOrhythm"(LIVE)
- センチメンタル ホームタウン Live at 中野サンプラザホール (2018.7.19)
- ラストシーン Live at 中野サンプラザホール (2018.7.19)